# Wenigenjena

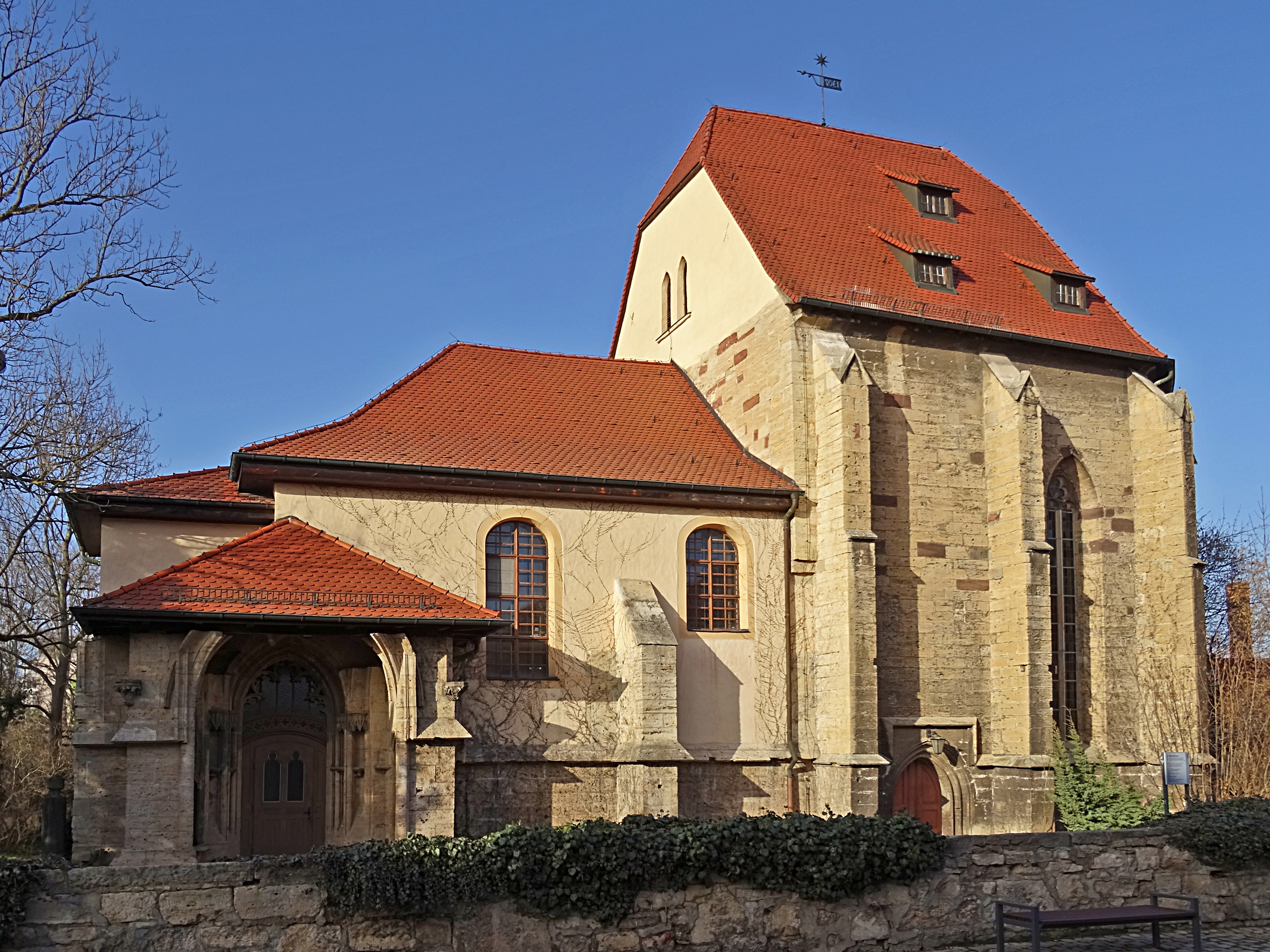
Schillerkirche

Wenigenjena ist ein Ortsteil der Universitätsstadt Jena in Thüringen.

## Lage

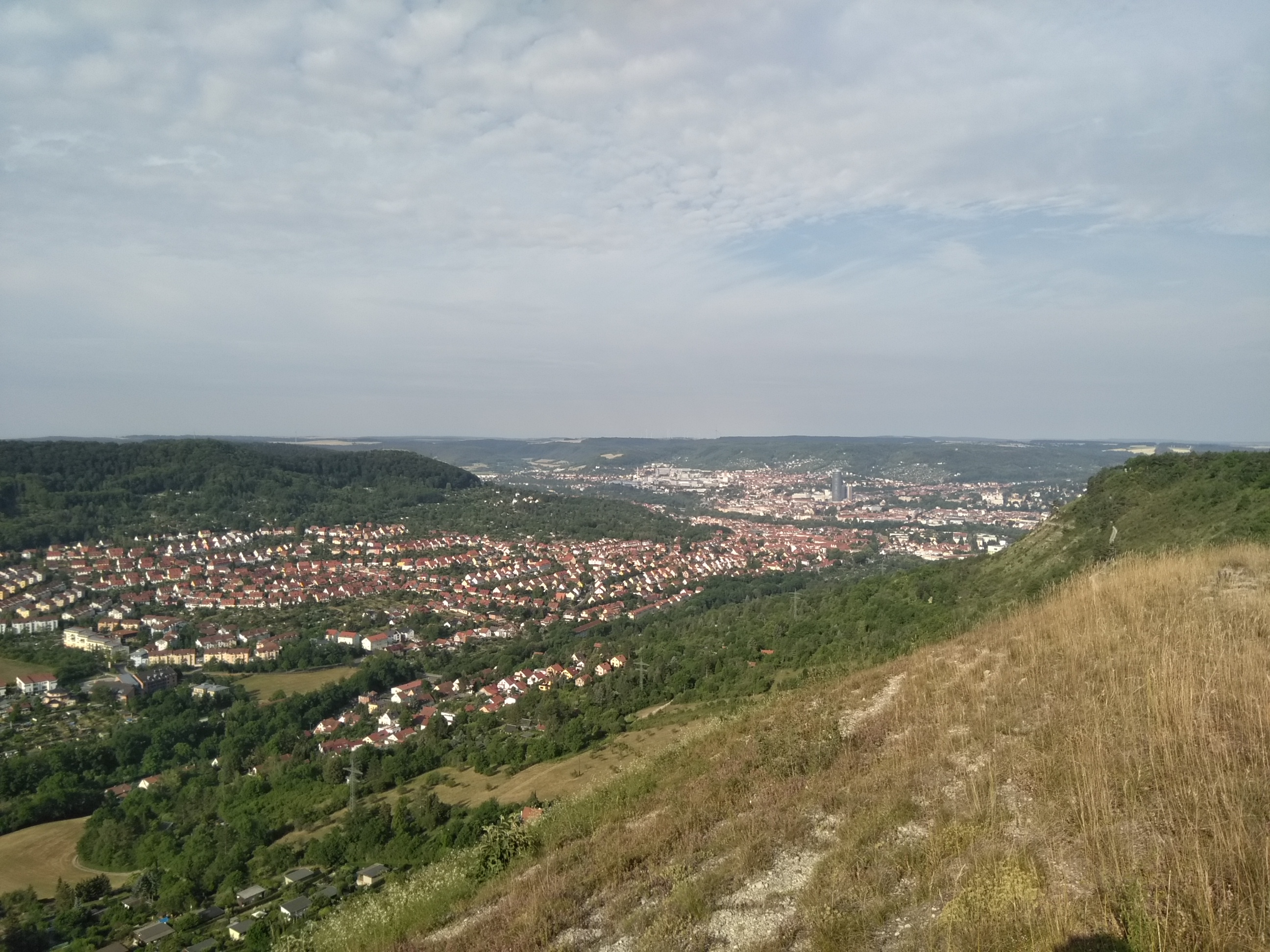
Blick vom Jenzig auf Wenigenjena. Links das Neubaugebiet Fuchslöcher, rechts die Siedlung Sonnenblick, im Hintergrund das Stadtzentrum.

Wenigenjena liegt östlich des Stadtzentrums Jena und östlich der Saale. Der Stadtteil ist über die Camsdorfer Brücke, die Griesbrücke und die Wiesenbrücke zu erreichen. Die neue Führung der Bundesstraße 7 begrenzt den Ortsteil nach Norden. Dort berühren sich die Grenzen zu Kunitz/Laasan, weiter folgen in östlicher Richtung Jenaprießnitz/Wogau, dann südlich das Kernberggebiet und Ziegenhain, Stadtmitte und Jena Nord. Der Gembdenbach fließt, aus Wogau kommend, durch Wenigenjena bis zu seiner Mündung in die Saale.
Auf einer Fläche von 5,02 km² leben 11.599 Einwohner (Stand: 31. Dezember 2021). Einst führte die Bundesstraße 7 über die Camsdorfer Brücke mitten durch den Ortsteil. Mit der Brücke Wiesenstraße fand man Entlastung.

## Geschichte

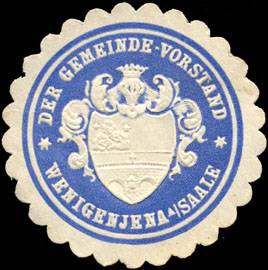
Siegelmarke Gemeinde-Vorstand Wenigenjena an der Saale

Wenigenjena („Klein-Jena“ oder „Wendisch-Jena“) wurde an der die Saale querenden Furt eines alten Ost-West-Handelsweges angelegt. Hier sind jungslawische Siedlungsgruben nachgewiesen. Den ältesten Friedhof in Jena, der bis ins 9. Jahrhundert zurückreicht, hat man im Bereich der Kirche Unserer lieben Frau in Wenigenjena entdeckt. Der Stadtarchäologe Matthias Rupp nimmt deshalb an, dass in Wenigenjena der Ursprung und das erste Siedlungsgebiet Jenas liegt. Rechts der Saale befindet sich der Jenzig mit seinen steilen und felsigen Flanken. In seiner Erde wurden Funde aus der Bronze- und Eisenzeit gemacht. Er hat einst eine befestigte Höhensiedlung mit kultischer Bedeutung getragen.
Wenigenjena wurde 1257 erstmals urkundlich erwähnt, der Nachbarort Camsdorf am 25. April 1369. Am 22. April 1890 beschloss der Bezirksausschuss einstimmig, die beiden Jenaer Vororte zusammenzulegen. Der Beschluss des Staatsministeriums Sachsen-Weimar dazu erfolgte am 9. Juli 1891. Im Jahr 1909 wurde Wenigenjena nach Jena eingemeindet.

## Sehenswürdigkeiten

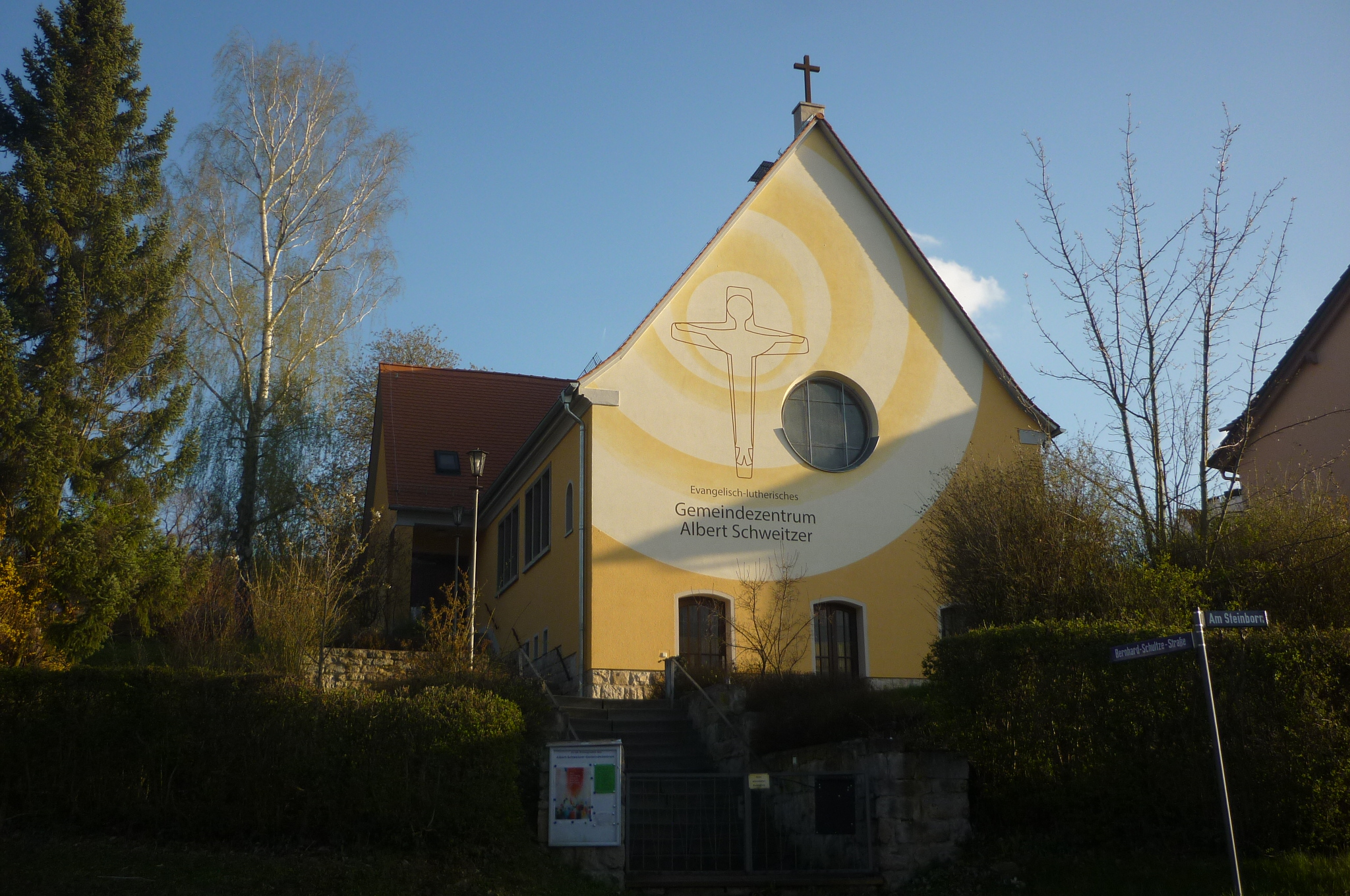
Gemeindezentrum Albert Schweitzer

Die Schillerkirche „Unserer Lieben Frau“, eine Saalkirche aus dem 14./15. Jahrhundert, ist das ursprüngliche Kirchgebäude in Wenigenjena. Ihren Namen erhielt sie in Erinnerung daran, dass dort Friedrich Schiller am 22. Februar 1790 Charlotte von Lengefeld geheiratet hatte.
Durch die Camsdorfer Brücke, die über die Saale führt, ist Wenigenjena mit dem Stadtzentrum von Jena verbunden. An dieser Brücke liegt das historische Gasthaus Grüne Tanne. Seit 1960 gibt es in Wenigenjena außerdem das Gemeindezentrum Albert Schweitzer, das über den Kirchenradweg Jena – Thalbürgel mit der Schillerkirche verbunden ist.

## Verkehr
Wenigenjena ist täglich von etwa 4 Uhr bis Mitternacht an das Jenaer Nahverkehrsnetz angeschlossen. Es verkehren zwei Linien auf der 1914 eröffneten Straßenbahnstrecke sowie eine Omnibuslinie. Die Durchmesserlinien 2 und 14 verbinden Wenigenjena mit dem Stadtzentrum und führen umsteigefrei in weitere Stadtteile im Westen und Süden Jenas. In den Abendstunden (am Wochenende auch morgens) ersetzt die Straßenbahnlinie 33 die Linie 2. Die Regionalbuslinien 410 und 411 verbinden Jena mit Eisenberg und binden in Wenigenjena das Wohnviertel Fuchslöcher an das Nahverkehrsnetz an. Auch die Bahnhöfe Jena Paradies und Jena West sind so von Wenigenjena aus gut zu erreichen.
Mit der B 7 ist Wenigenjena an das Netz der Bundesfernstraßen angeschlossen.

## Persönlichkeiten
- Karl Eduard Putsche (1805–1882), Philologe
- Magnus Poser (1908–1944), kommunistischer Widerstandskämpfer gegen den Nationalsozialismus